# Шиловский сельский совет (Збаражский район)
Шиловский сельский совет (укр. Шилівська сільська рада) — входит в состав
Збаражского района Тернопольской области Украины.
Административный центр сельского совета находится в селе Шилы.

## История
- 1940 — дата образования.

## Населённые пункты совета
- с. Шилы
- с. Диброва